# Basílica y convento de San Francisco (Lima)
El conjunto monumental de la Basílica y Convento de San Francisco de Lima, también conocido como San Francisco el Grande o San Francisco de Jesús, se encuentra en el centro histórico de Lima. Esta iglesia junto con el Santuario Nuestra Señora de la Soledad y la Iglesia del Milagro, configura uno de los rincones más acogedores y artísticos de Lima. Ramón Menéndez Pidal, filólogo y erudito español, al respecto comentó: «Es el monumento más grande y más noble que erigiera en éstas tierras de prodigio la conquista».[cita requerida]

## Ubicación en la ciudad
La Iglesia de San Francisco de Jesús, está situada en el cruce de la tercera cuadra del jirón Ancash (calle San Francisco) con la primera cuadra del jirón Lampa (calle Soledad).

## Descripción de la fachada y determinación de su estilo

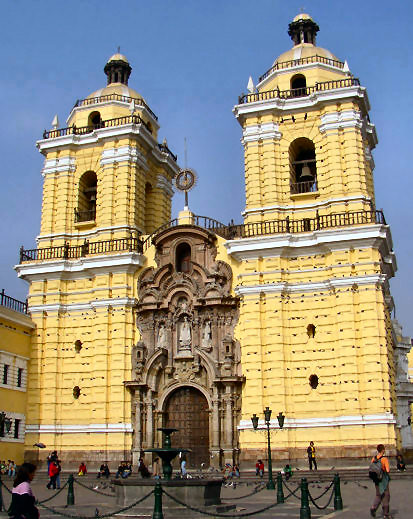
Fachada principal de estilo barroco de la Iglesia de San Francisco

La fachada es de estilo barroco limeño, tiene gracia, grosura y monumentalidad. Un rítmico almohadillado recorre sus muros, que en su parte superior se encuentran adornados por una balaustrada de madera.

## Descripción de su interior
En su interior merecen verse: el altar mayor que es de estilo neoclásico, las catacumbas y el museo, la portería, la sala capitular y el claustro.
Cruzando el umbral de su portada principal y al costado izquierdo se puede observar una placa recordatoria de mármol, con el emblema de la Santa Sede, con las siguientes palabras grabadas: 

Juan XXIII se dignó elevar esta iglesia de San Francisco de Jesús de Lima a la categoría de basílica menor por su breve del 11 de enero de 1963 que comienzan con éstas áureas palabras: "Entre tantos y tan hermosos templos que embellecen la ciudad de Lima, lumbrera a orillas del gran océano pacífico, se destaca merecidamente la iglesia de San Francisco de Jesús, que contigua al gran monasterio de los frailes menores produce una gran admiración tanto por la antigüedad de su origen y lo eximio de su arquitectura" etc. Lima 29 de diciembre de 1963.

### Sacristía
La Sacristía del templo mayor es una de las joyas actuales del conjunto franciscano. Los trabajos de la sacristía fueron concluidos en 1730, destacando su portada, ejecutada en 1729 por el Alférez Lucas de Meléndez. Su bóveda colapsó a raíz del terremoto de 1966, quedando desde entonces a la intemperie. Fue restaurada en la década de 1990 con la ayuda del gobierno de España. Posee en su interior una bella cajonería, destinada a guardar la indumentaria y los ornamentos litúrgicos, y alberga una importante serie de lienzos del Apostolado atribuida al Taller de Francisco de Zurbarán.

### Anteportería
Traspasando la puerta del convento, se ubica un ambiente espacioso, con zócalos adornados por azulejos, que presenta como atracción principal un tríptico del Señor Crucificado, cuyas pinturas laterales, son obras de Angelino Medoro. También encontramos pinturas de la escuela limeña, de mucho valor.

### Portería
Aquí, vamos a encontrar una escultura en madera de Jesús Crucificado; pinturas de santos de la Iglesia católica, de la escuela limeña del siglo XVII; así como pinturas de la escuela cusqueña, y dos pinturas en forma de medallón, que representan pasajes de la vida de Francisco Solano, hechas con motivo de celebrar su canonización.

### Vestíbulo
Es una amplia sala de techo de madera labrada, con zócalos de azulejos sevillanos. Aquí se encuentran cuatro pinturas de artistas famosos, que representan a santos católicos; en la parte central, la atracción principal es un templete de estilo rococó del siglo XVIII, trabajado en madera y decorado en pan de oro. El templete se usaba antiguamente para la fiesta del Corpus Christi, en él, se colocaba una custodia de la escuela cusqueña; ahora se encuentra la imagen de Cristo Salvador, en estilo barroco, del siglo XVIII, que pertenece a la sacristía del templo.

### Claustro principal

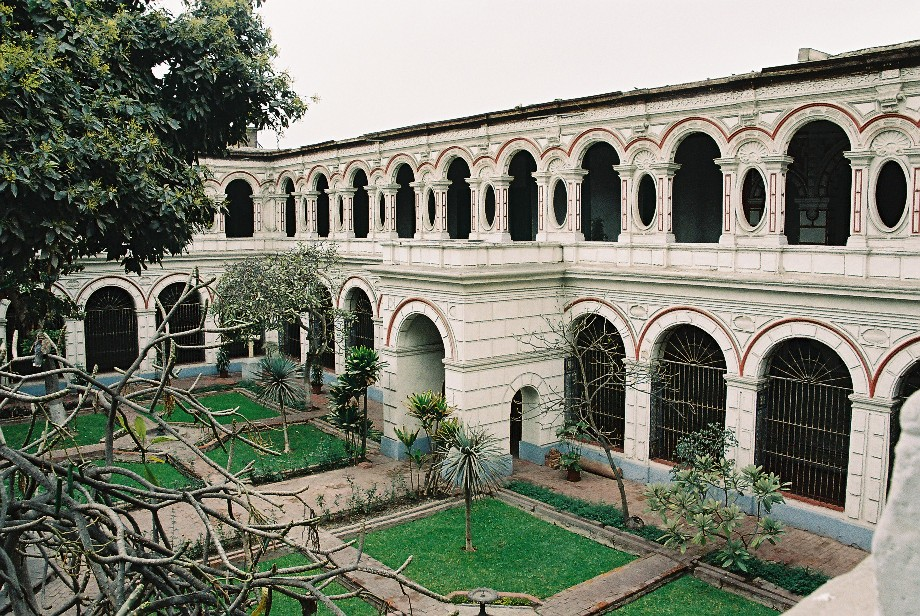
Claustro principal del Convento de San Francisco.

Es un hermoso patio cuadrilátero, rodeado de galerías en forma de arcos de medio punto, once por lado, todas ellas sostenidas por pilastras. Las paredes están decoradas con azulejos sevillanos en el zócalo, que datan de 1620, siendo el tema de las decoraciones los santos franciscanos.
Este claustro principal cuenta con una colección de 39 lienzos hechos en 1671: Representan escenas de la vida de San Francisco de Asís, las mismas que fueron pintadas por artistas limeños. Cuando en 1974 se descolgaron los lienzos, con el objeto de restaurarlos, se descubrió en forma casual pinturas murales con técnica mixta, al temple y óleo, correspondiente a la escuela manierista italiana, que datan del primer tercio del siglo XVII. Fueron realizadas sobre el muro de las paredes; actualmente se encuentran en investigación por restauradores profesionales. En los ángulos del Claustro se pueden ver cuatro retablos tallados en madera, que representan cuatro momentos de la vida de San Francisco de Asís, retablos que fueron hechos entre 1638 y 1640. Los techos son en estilo mudéjar, realizados totalmente en madera de cedro traída de Nicaragua.

### Sala capitular
Ambiente donde se reunían los franciscanos para celebrar sus capítulos conventuales y elegir un nuevo superior o tratar asuntos de principal importancia. Allí hay dos hileras de asientos con espaldar elevado que rodean la sala y tienen al centro como unión de las dos hileras, la cátedra, principal o tribuna, la cual está coronada por el escudo de la Orden; en el centro se encuentra una talla en madera en alto relieve con la imagen de Fray Juan Duns Scoto, así como la imagen de la Inmaculada Concepción Patrona de los Franciscanos, ante quien oraban antes de realizar sus reuniones, en las cuales muchas veces se sucedieron diversos problemas entre ellos, por lo que era necesario la presencia de la guardia del virrey.
La sala capitular de este convento es una sala histórica, porque en ella el clero regular firmó el Acta de la Independencia, mientras que en la catedral la firmaron los miembros del clero secular. Otro de los valores artísticos que debemos destacar en esta sala es la presencia de un lienzo que representa a Nuestra Señora de la Antigua, virgen de tez morena.

### Salón de Andas
Ambiente donde se conservan diferentes andas que sirven para las procesiones de los santos de la Iglesia Católica, en donde podemos diferenciar las siguientes: una de plata repujada, que es usada el primer domingo de noviembre de todos los años para la procesión de la imagen de San Judas Tadeo; otra, tallada en madera, y revestida en pan de oro de finos calados, hecha en 1732 con ocasión de las celebraciones por la canonización de San Francisco Solano; y, una tercera, destinada a San Francisco de Asís, también trabajada en madera y revestida en pan de oro, fue hecha en 1672. Ha sido utilizada por muchísimos años en la tradicional «Procesión del Paso», entre los templos de San Francisco y Santo Domingo.

### Museo o Sala de Profundis
Ambiente destinado a la exhibición de una colección de once lienzos de tres metros, aproximadamente; cada uno representa la «Pasión de Cristo» y pertenecen al taller del gran maestro flamenco Pedro Pablo Rubens, todos, de gran ejecución, armonía de color y de gran expresión en sus personajes. Dicen que como todo maestro, Rubens se dedicaba solamente a realizar el boceto y sus alumnos continuaban trabajándolo, limitándose muchas veces a dar los últimos toques. También, llama la atención la forma cómo se conserva en este lugar un balcón de celosías de estilo morisco, llamado el "balcón de Pizarro", porque estuvo en el Palacio de Gobierno. Existen otros atractivos de importancia como que, al fondo de la sala, se aprecia un crucifijo de marfil, que fue traído de la ciudad de Manila, Filipinas; existiendo al centro de la sala una cripta donde se enterraba a los protectores de la Orden.

### Refectorio
Ambiente que antiguamente fue usado para el comedor. Se encuentran en este lugar la famosa colección de quince lienzos que representan a los Doce Apóstoles, a Cristo Redentor, la Virgen María y San Pablo, imponentes cuadros que pertenecen a la artística del maestro Español Francisco de Zurbarán. Zurbarán fue un pintor que realizó sus obras en estilo barroco, mayormente sobre temas religiosos, en los cuales la composición y el colorido son totalmente fantásticos, dando la impresión de estar observando una imagen natural. Los trabajos de este artista se encuentran en los mejores museos del mundo. Acompañan a esta colección de Zurbarán la destacada colección de diez lienzos que representan a los Apóstoles, que son copia del siglo XIX del Apostolado de Rubens que está en el Museo del Prado. Al fondo de esta sala se observa un enorme lienzo de la última cena, que es atribuido al hermano Jesuita Diego de la Puente, quien pintaba en todas las casa Jesuitas.

### Antesacristía
Aquí, apreciamos un inmenso lienzo de cinco por seis metros, que representa el árbol genealógico de la Orden Franciscana, obra que data de 1734; es una pintura limeña de autor desconocido.

### Claustro superior
Al llegar a él nos encontramos en la parte superior del convento, desde donde podemos observar, en primer lugar, el hermoso jardín de las cinco fuentes de bronce. En las esquinas hay cuatro de las 27 cruces de alabastro que inicialmente fueron ubicadas en el perímetro del atrio o plazuela del conjunto monumental.Y en esta parte del Convento se encuentran las habitaciones de los franciscanos. Sus columnas primitivas eran de piedra negra, traídas desde Panamá. Posteriormente, fueron retiradas, por sufrir deterioro, a causa de los fuertes movimientos sísmicos, y restituidas por las actuales de mayor consistencia. Aquí también encontramos pinturas en los muros, con imágenes de santos católicos.

### Coro
En épocas anteriores, en este lugar se reunían los franciscanos para sus oficios o ceremonias religiosas. Es una pieza rectangular, que mide 22 m de largo por 12 m de ancho, donde se conserva una impresionante sillería coral barroca, tallada en cedro, que se extiende en ambos lados. Consta además, de 130 asientos, teniendo en la parte central, como unión de las dos hileras, el asiento principal del Guardián de la Orden, el mismo que tiene en su espaldar una hermosa talla del abrazo de San Francisco y Santo Domingo.
La sillería está preciosamente tallada y grabada. En la segunda hilera se aprecia en alto relieve las figuras de 71 imágenes de la religión cristiana, las cuales están separadas por pequeñas ménsulas en forma de cariátides. En el centro se encuentra el facistol, un mueble giratorio donde se colocaban los libros cantorales. Toda la madera que fue usada para el trabajo de esta sillería, es totalmente de cedro, traída de Costa Rica durante el siglo XVII y confeccionada en total estilo barroco.

### Biblioteca
En este lugar de mucho valor, hay aproximadamente 20 mil volúmenes, existen ediciones muy raras, incunables y crónicas Franciscanas del siglo XV al XVIII, así como algunos tomos editados en las primeras épocas de la imprenta en el Perú, al igual que más de 6 mil pergaminos, numerosas obras de Jesuitas, Agustinos, Benedictos, etc. También se encuentran libros de Teología, Filosofía, Historia, Literatura, Música, Derecho Canónico, Derecho Eclesiástico, biblias escritas en latín, español, francés, portugués, italiano y algunos escritos en lenguas muy raras.

### Archivo conventual
El archivo de San Francisco es el lugar donde se conserva los documentos históricos de la provincia franciscana de los 12 apóstoles del Perú. Aquí se encuentran las pruebas manuscritas de las gestiones realizadas con España y Roma por la Orden Franciscana desde la llegada a América especialmente al Perú.
También podemos encontrar material gráfico como mapas, planos fotográficos, material musical y una pequeña biblioteca auxiliar. Actualmente lo están organizando de manera sistemática para ser más útil a sus usuarios, iniciándose estos trabajos en 1983, y contando desde 1987 con la ayuda Unesco.

### Cúpula
Cuando se sube al segundo piso por la escalera de ladrillo pastelero que se encuentra a la mano izquierda y nos detenemos por un momento en la mitad del camino, al levantar la cabeza tenemos sobre nosotros a la hermosa cúpula de diseño mudéjar, la cual, por su acabado y dimensiones no tiene comparación en todo el continente americano. Su construcción, fue hecha en el año de 1625 con madera traída de Costa Rica, por Fray Miguel de Huerta. A consecuencia del sismo de 1940, la parte central de la media naranja se vino abajo siendo restaurada en 1969 por el arquitecto Alberto Barreto Arce. Colaboró, con dichos trabajos el cuzqueño Juan de Dios Muñoz, quien rehízo las maderas dañadas, en cuya decoración predominan las figuras geométricas. Lo único original de esta cúpula son las esquinas o pechinas, que soportan a esta mitad de la esfera; además, en la pared hay dos lienzos con escenas de la vida de San Diego de Alcalá, patrón de los enfermeros de la orden franciscana.

### Claustro de Tierra Santa
Se denomina así porque allí se aprecia hasta ahora el escudo de tierra Santa. Era el hospedaje preferido del padre Comisario General. que está dentro.

### Catacumbas

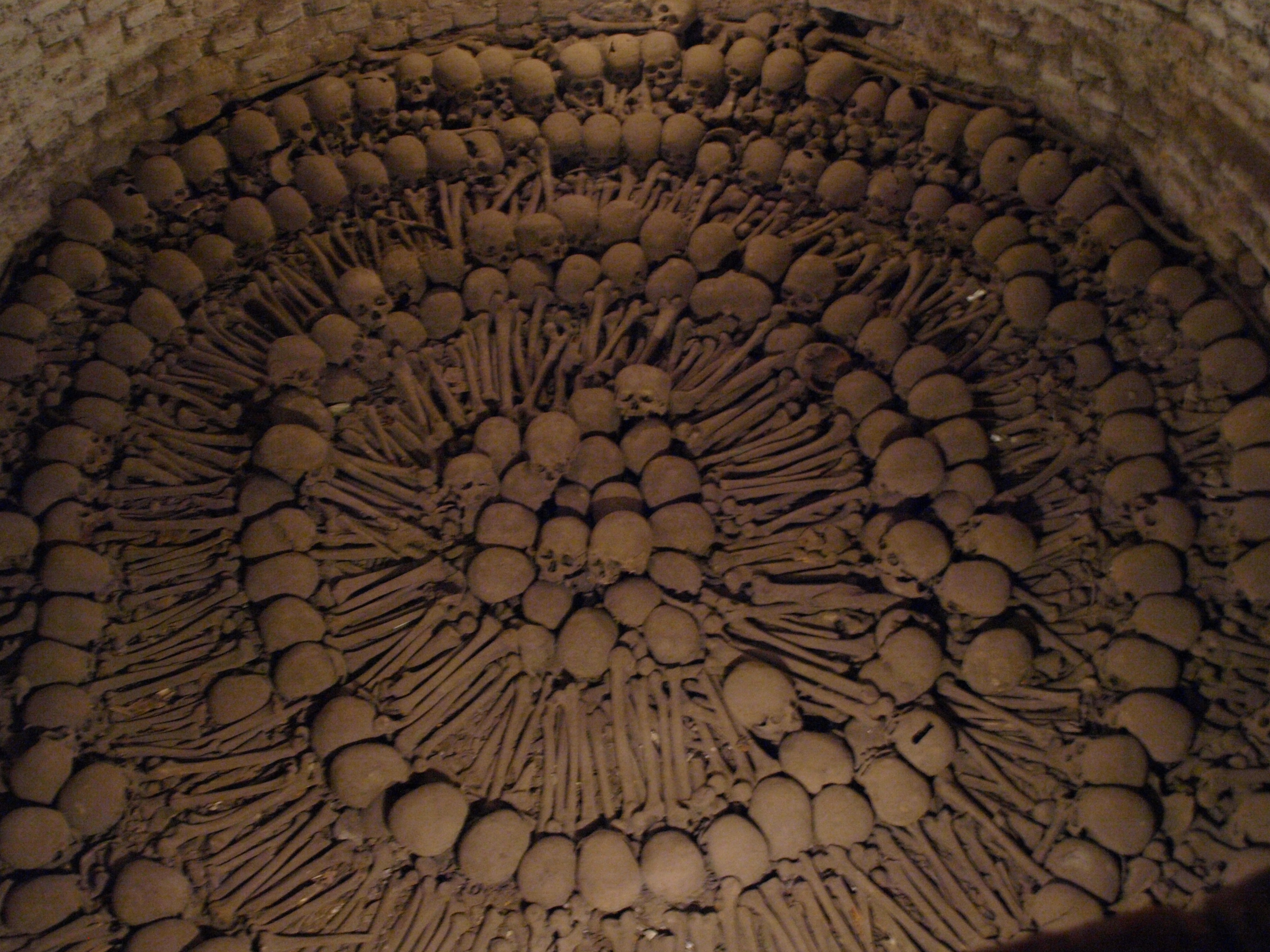
Osario en las catacumbas de San Francisco.

Lo más sobrecogedor de este edificio son las catacumbas, que impresionan a más de uno ya que fueron el antiguo cementerio en los tiempos coloniales. Estuvo funcionando como tal hasta 1810 y se calcula que en aquella época debió albergar hasta 25 000 personas. Hoy se pueden observar en las distintas salas un buen número de huesos clasificados por tipos y dispuestos en algunas ocasiones de forma bastante “artística”, como los de la fosa común. Algunas puertas de esta cripta - que según algunas hipótesís conducen a corredores que comunican con otras iglesias e incluso con el palacio de Gobierno - hacen de este lugar un espacio estremecedor.

## Historia

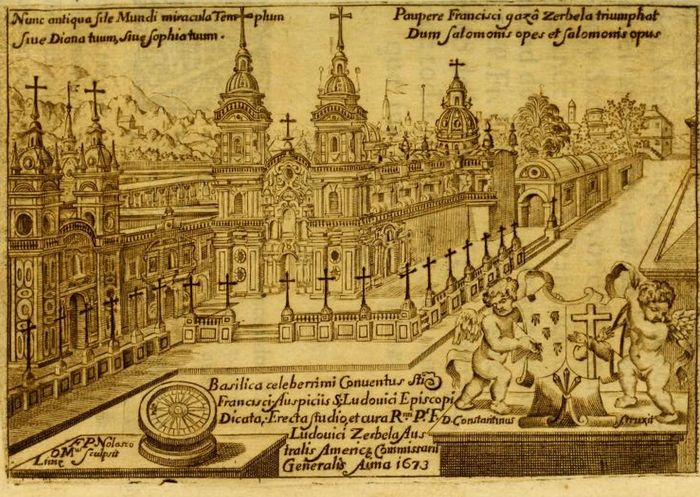
Basílica de San Francisco en 1673 por Pedro Nolasco.

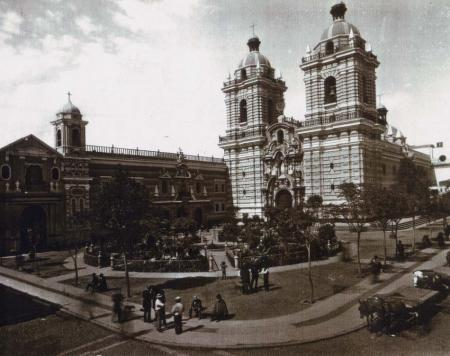
Basílica de San Francisco a principios del.

Este conjunto de recintos religiosos, es sin duda, uno de los más importantes y mejores centros arquitectónicos de la ciudad, también es uno de los más extensos y hermosos legados de la época virreinal, consecuentemente convertido en uno de los centros culturales del Perú que genera mayor interés en los visitantes. Los edificios del Santuario de Nuestra Señora de la Soledad, de portada neoclásica; el propio Convento de San Francisco, de fachada barroca, la Capilla del Milagro, de frontis neoclásico; son los que conforman este maravilloso conjunto monumental.
Una vez fundada Lima, el 18 de enero de 1535, por Francisco Pizarro, como es de conocimiento general, se trazó el plano de la Ciudad y se distribuyeron los solares. A la orden Franciscana de los Doce Apóstoles le fue cedido uno de ellos, vecino al de Santo Domingo, sobre el cual, fray Francisco de la Cruz levantó una pequeña ramada que usó como capilla. Al cabo de un tiempo el padre Cruz tuvo que ausentarse, y como no había otro franciscano en el valle, el solar quedó abandonado. Pizarro lo añadió entonces, al que había sido dado a los dominicos y destinó otro para los franciscanos, en el lugar que ocupa hoy la Capilla de Milagro. En el año de 1546, llega a Lima Francisco de Santa Ana, quien luego de recuperar el terreno, logró edificar una modesta y pequeña Iglesia, la que después fue mejorada y ampliada conjuntamente con el Convento por el virrey del Perú Andrés Hurtado de Mendoza, protector de la Orden. Durante el siglo siguiente, el templo fue objeto de una serie de arreglos y decoraciones que terminaron por convertirlo en una maravilla del arte en la época virreinal. Su construcción no era en aquel tiempo muy sólida, por lo que en 1614, el arquitecto y obrero mayor del convento, fray Miguel de Huerta, advirtió que los pilares del templo tenían escasos cimientos y estaban colocados sobre cascajo.
El 4 de febrero de 1655 ocurre un terremoto en Lima que trajo abajo el templo franciscano, destruyendo sus incalculables riquezas artísticas, viniéndose abajo todo el esfuerzo de un siglo.
Felizmente la Orden no se amilanó ante esta dura prueba. Francisco de Borja, su comisario general, fue quien contrató los servicios del arquitecto portugués Constantino de Vasconcellos quien realizó los planos y del alarife limeño Manuel Escobar, para encargarles que edificaran un nuevo Templo, en el mismo sitio. Y así aconteció que la primera piedra fue puesta por el virrey de entonces, Luis Enríquez de Guzmán, conde de Alba de Liste, el 8 de mayo de 1657 y luego, en 1669, se hizo cargo de la obra el nuevo comisario general de la orden, fray Luis de Cervela, quien logró culminarla.
El nuevo templo fue inaugurado con gran pompa el 3 de octubre de 1672, continuándose las reparaciones en el interior del convento hasta 1729. Interiormente en la actualidad, el Convento presenta atractivos que vamos a ir describiendo de uno en uno, conjuntamente con sus notables patios y jardines, que están rodeados de arquerías con zócalos de azulejos sevillanos del taller de Hernando de Valladares. Según cuentan las tradiciones escritas por Ricardo Palma, dichos azulejos fueron colocados por Alonso Godínez, natural de Guadalajara, España, quien había sido condenado a la horca por haber dado muerte a su esposa, el mismo que al ser confesado por el guardián de San Francisco el mismo día de su ejecución, le comunicó dicha habilidad. Sin pérdida de tiempo, el confesor se trasladó inmediatamente a Palacio, para solicitar el perdón de Godínez, lo que consiguió bajo la condición de que éste vestiría el hábito de lego y no pondría nunca más los pies fuera de la puerta del convento. Dichos azulejos sevillanos, traídos directamente de Sevilla, fueron donados por personas como la famosa Catalina Huanca, quien fuera ahijada de Francisco Pizarro, que fue desde Huancayo a Lima con 50 acémilas, cargadas de oro y plata. Por otro lado la gran cantidad de madera de cedro, con que fueron realizadas las diferentes obras de arte que presenta el convento, fue vendida por Pedro Jiménez Menacho que era importador de madera, quién como pago recibió según Palma, un pocillo de chocolate, ya que al saborearlo, dejó sobre la mesa los recibos cancelados, sin esperar su retribución. La madera fue usada en los artesanados del claustro mayor.

## Galería de imágenes

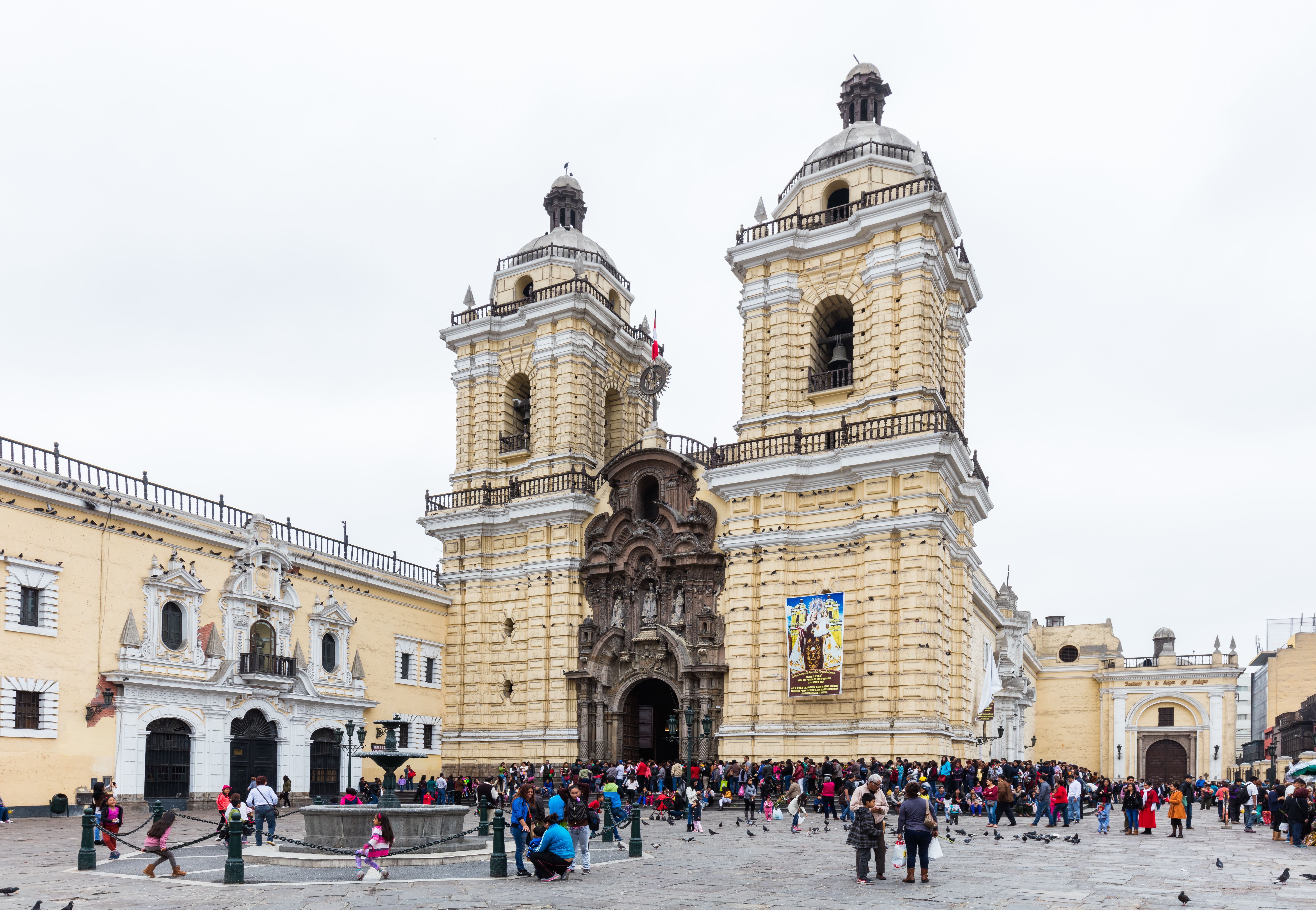
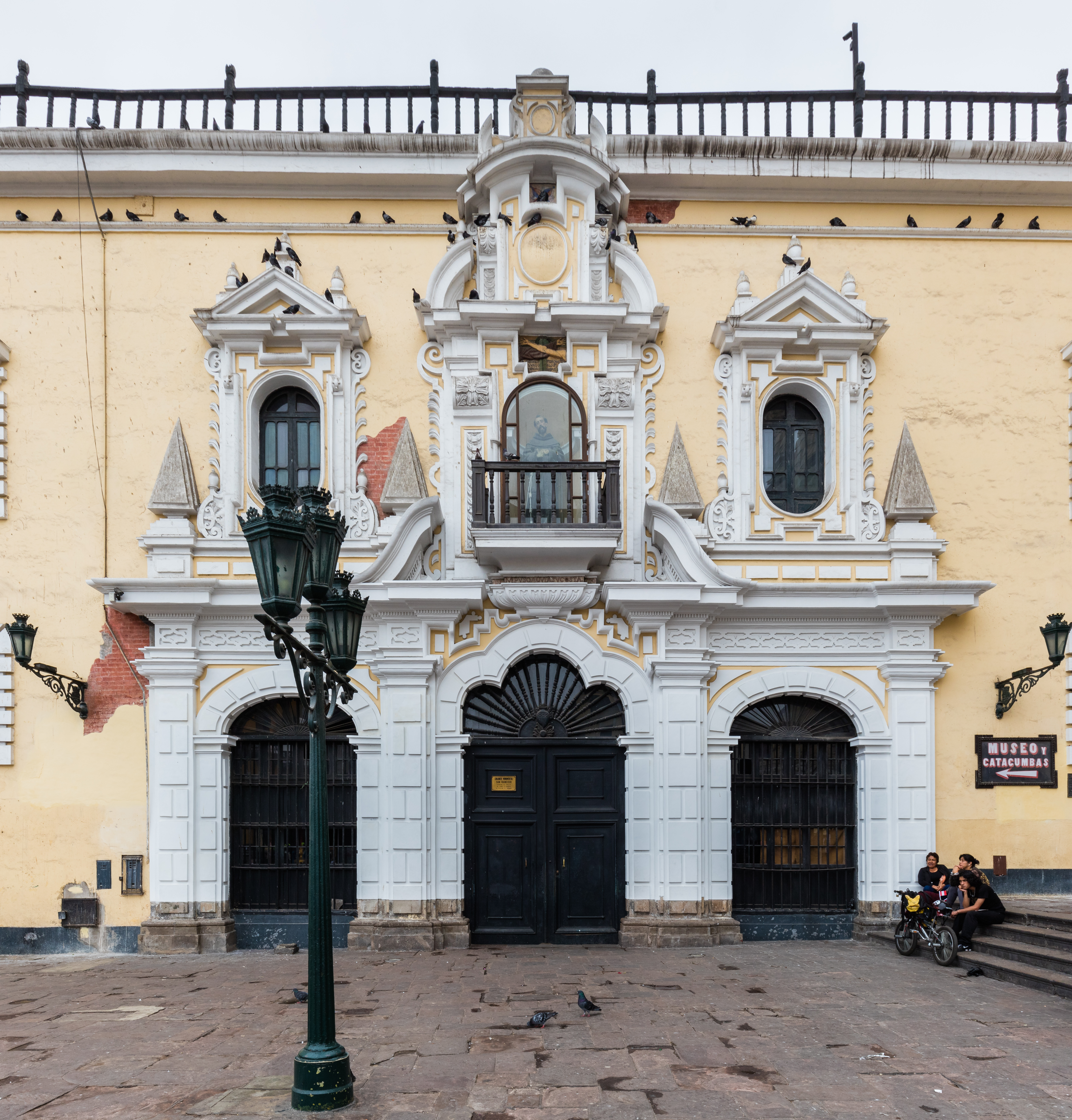
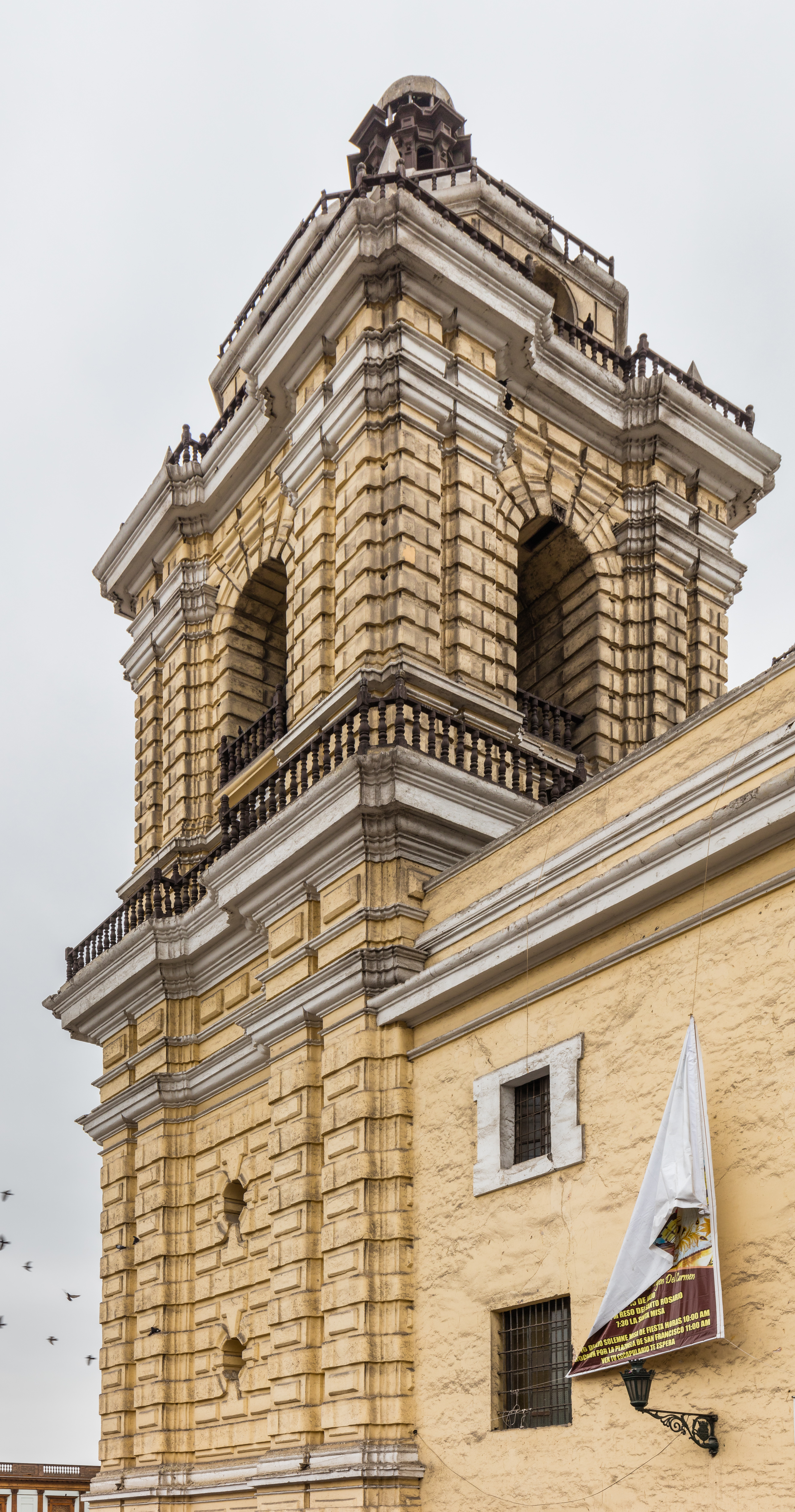
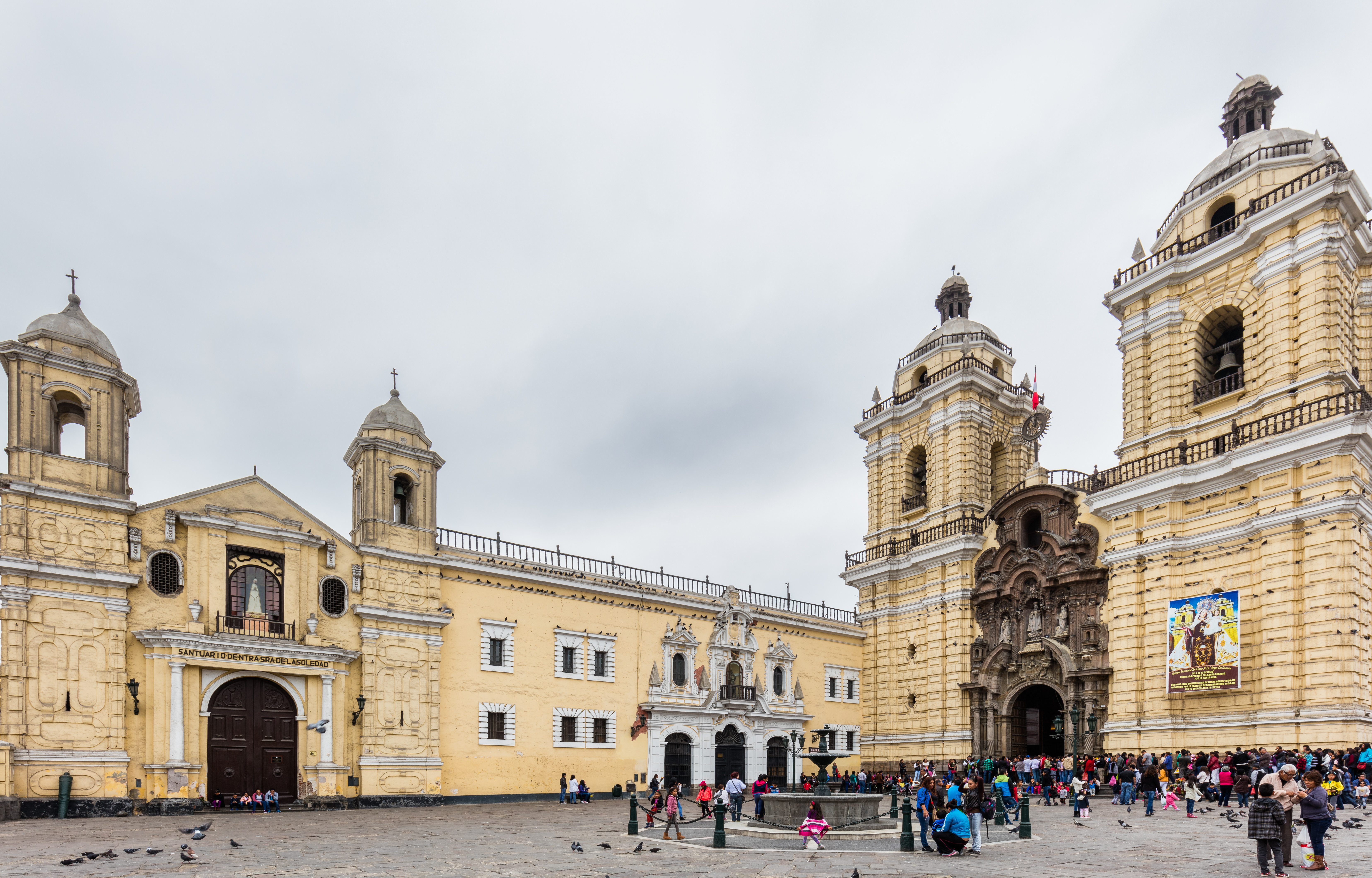
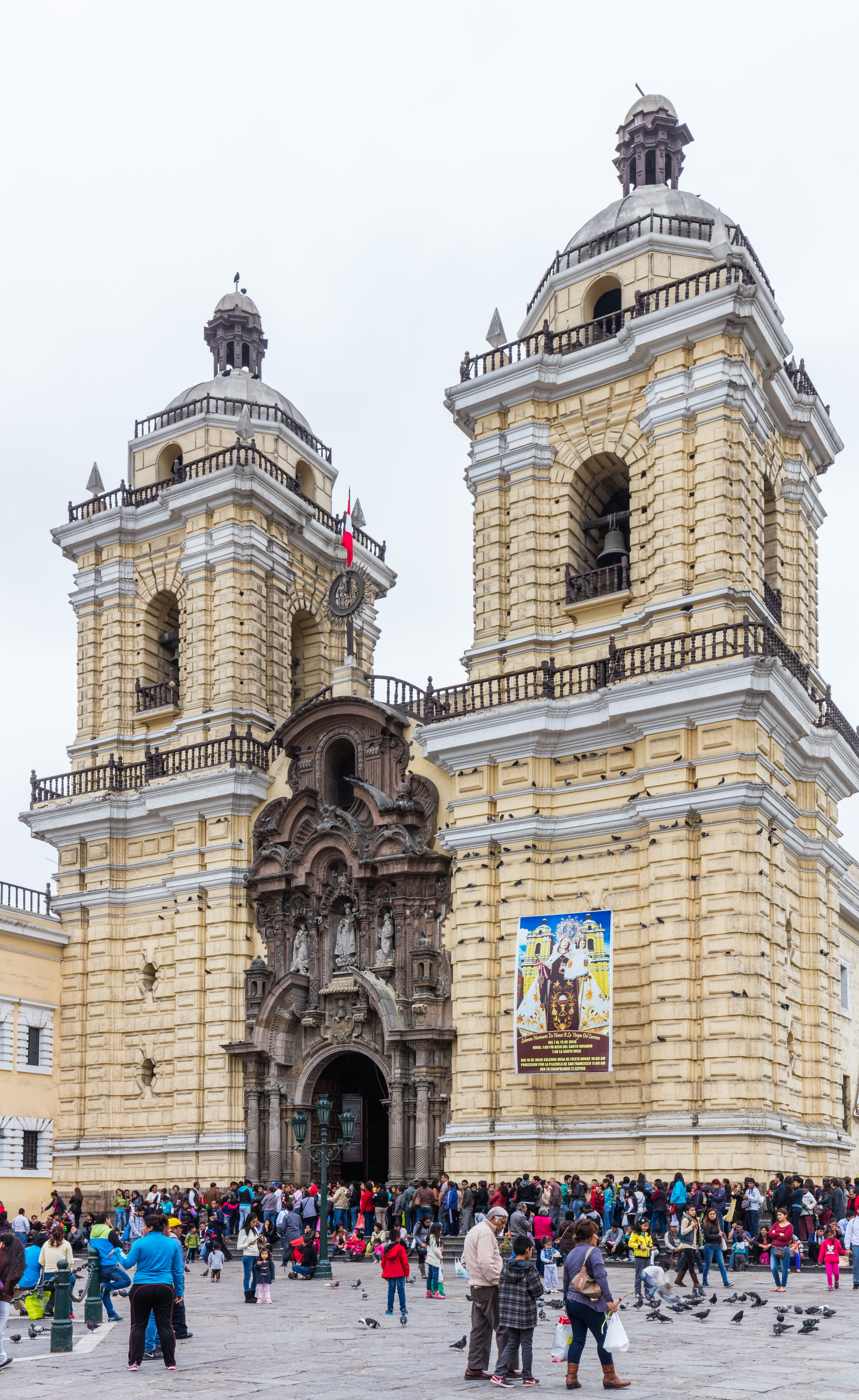
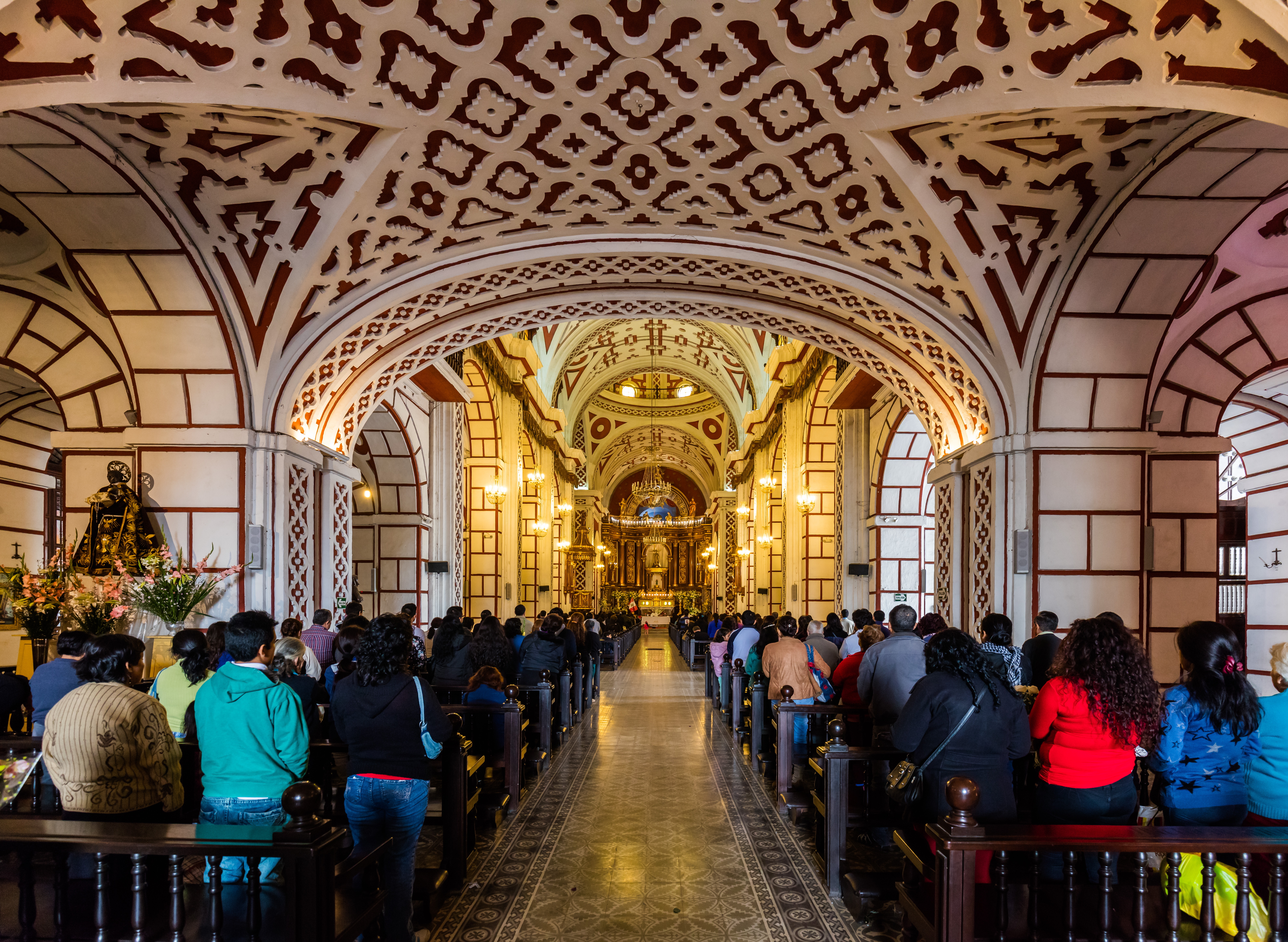
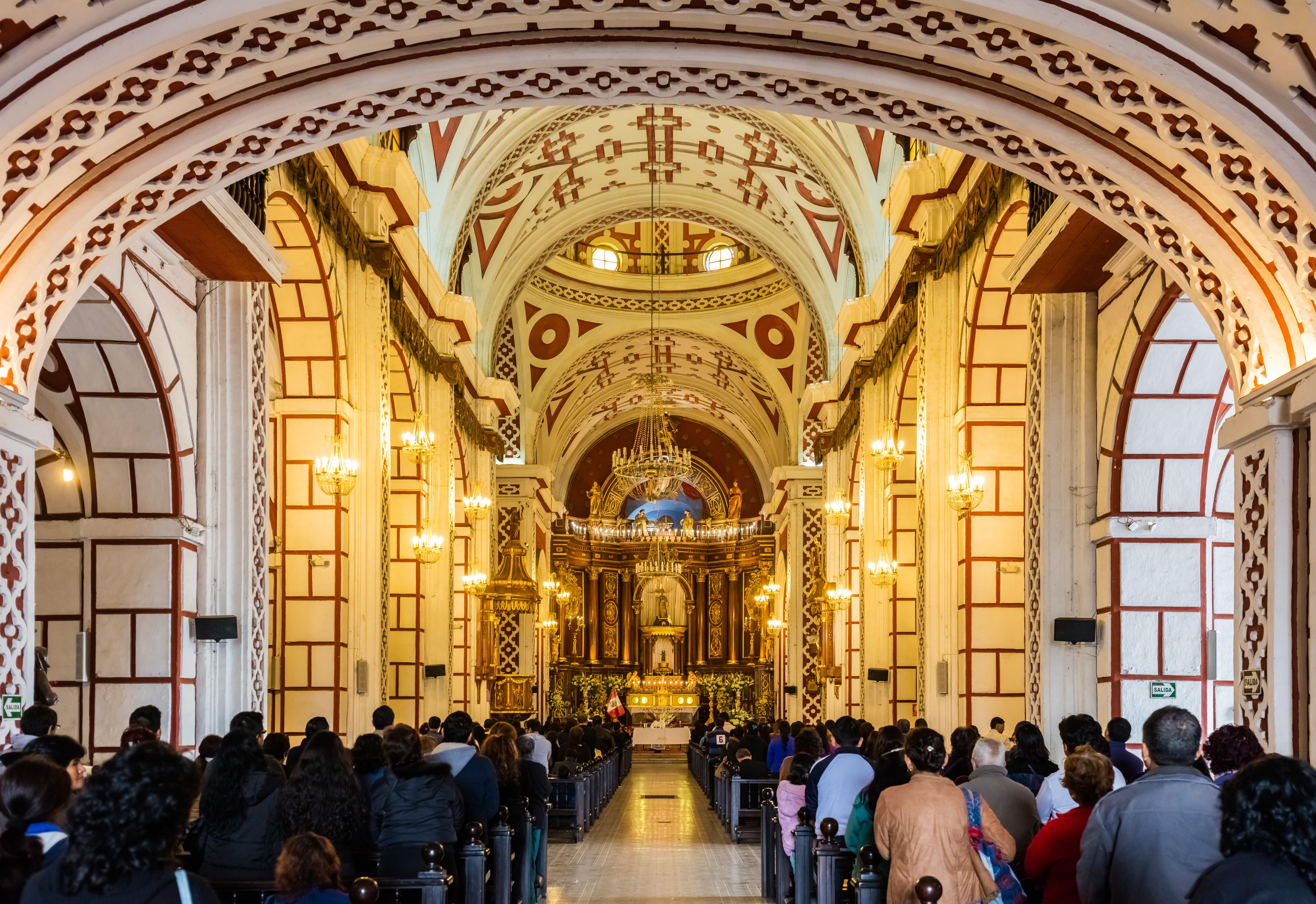